# Copa Rio de 2010
A Copa Rio de Profissionais de 2010 foi a 15ª edição dessa competição. Seguindo o padrão das tres últimas, o torneio é disputado pelos clubes considerados "pequenos" do Estado do Rio de Janeiro, buscando movimentar as equipes no segundo semestre - já que no primeiro disputaram o Campeonato Carioca.

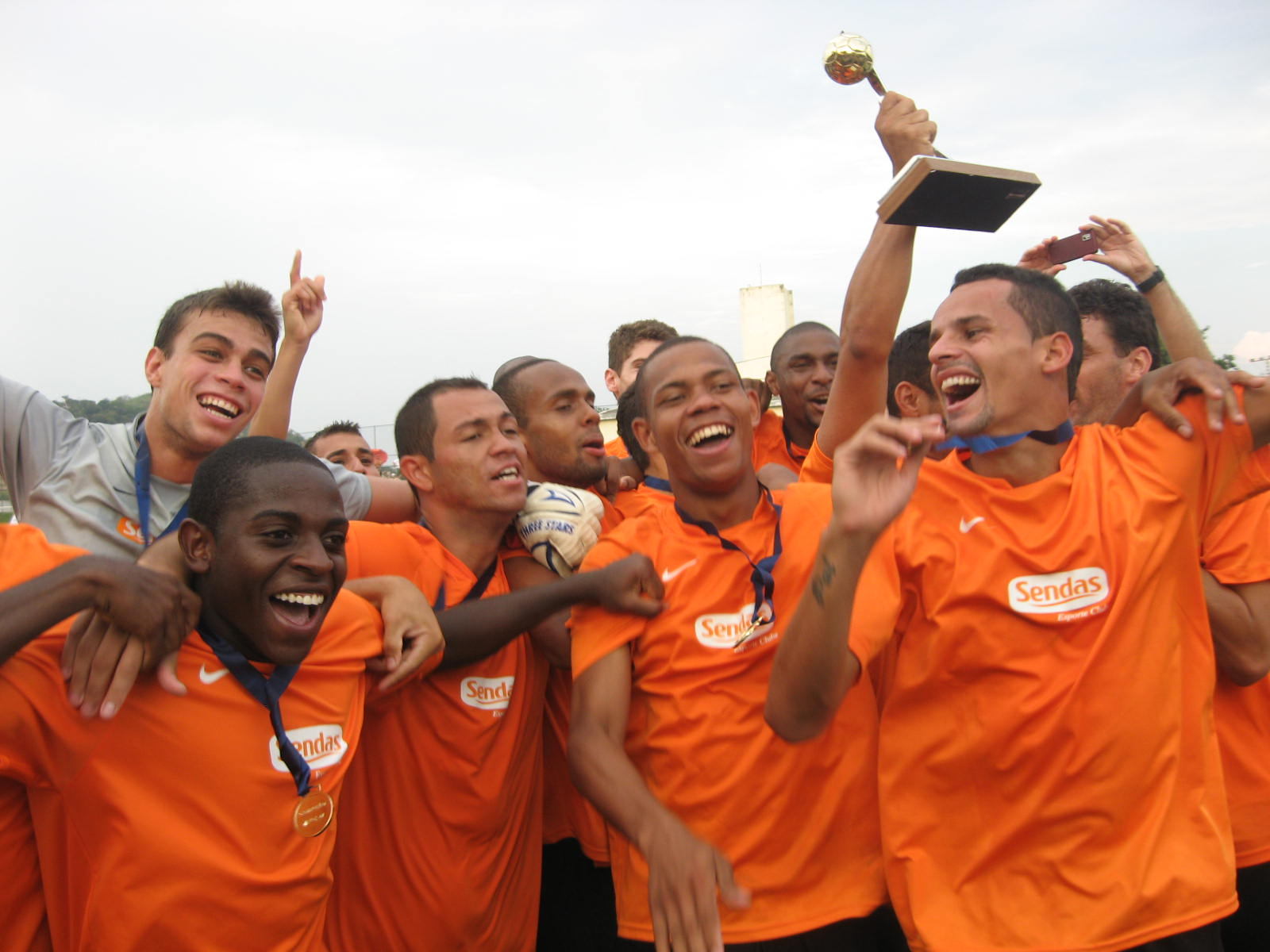
Sendas campeão em 2010

Como a Série B e a Série C de 2010 foram realizadas no primeiro semestre e em partes finais do segundo semestre, o torneio começou mais tarde que nos anos anteriores, o que causou uma certa desfiguração de todas as equipes em relação aos torneios estaduais. Outra novidade foi a possibilidade dada ao campeão de optar entre disputar a Copa do Brasil de 2011 ou a Série D de 2011, ficando com o vice-campeão a vaga no outro torneio (nos anos anteriores o campeão disputava a Copa do Brasil), dando mais valor ao título às equipes que ambicionam crescer no cenário nacional.
O torneio foi organizado pela Federação de Futebol do Estado do Rio de Janeiro e divido em 4 fases; além de ter tido jogos, em sua grande maioria, às quartas e aos sábados às 15h.

## Equipes envolvidas
Apesar de a FFERJ permitir a participação de vinte equipes, houve apenas dezesseis participantes - o menor número desde que o torneio voltou a ser disputado, em 2007.

### Equipes da primeira fase
Participam da primeira fase as 4 melhores equipes classificadas na 2ª Divisão do Campeonato Carioca de 2009, a partir da 3ª colocação e que estejam devidamente regularizadas junto à FFERJ, e as 3 melhores equipes classificadas na 3ª Divisão do Campeonato Carioca de 2009, a partir da 2ª colocação e que também estejam devidamente regularizadas.
- Castelo Branco (desistiu)
- Fênix
- Goytacaz
- Quissamã (desistiu)
- Sendas

### Equipes da segunda fase
Entram já na segunda fase as 8 melhores equipes da 1ª Divisão do Campeonato Carioca de 2009 (à exceção do Duque de Caxias, que disputará a Série B do Campeonato Brasileiro e o Macaé que disputará a Série C do Campeonato Brasileiro); as 2 primeiras da 2ª Divisão do Campeonato Carioca de 2009; e a campeã da 3ª Divisão do Campeonato Carioca de 2009.
| Equipe           | Cidade                | Em 2009      | Estádio                   | Capacidade | Títulos (mais recente) |
| ---------------- | --------------------- | ------------ | ------------------------- | ---------- | ---------------------- |
| America          | Rio de Janeiro        | Não disputou | Giulite Coutinho          | 16.000     | 0                      |
| Americano        | Campos dos Goytacazes | 14º          | Godofredo Cruz            | 9.300      | 0                      |
| Bangu            | Rio de Janeiro        | 15º          | Moça Bonita               | 9.564      | 0                      |
| Boavista         | Saquarema             | 13º          | Eucyr Resende             | 6.000      | 0                      |
| Friburguense     | Nova Friburgo         | 12º          | Eduardo Guinle            | 6.550      | 0                      |
| Goytacaz         | Campos dos Goytacazes | Não disputou | Ary de Oliveira           | 15.000     | 0                      |
| Madureira        | Rio de Janeiro        | 2º           | Conselheiro Galvão        | 5.062      | 0                      |
| Resende          | Resende               | 4º           | Trabalhador               | 4.600      | 0                      |
| Sampaio Corrêa   | Saquarema             | Não disputou | Lourival Gomes de Almeida | -          | 0                      |
| Tigres do Brasil | Duque de Caxias       | 1º           | Los Larios                | 8.000      | 2 (2009)               |
| Volta Redonda    | Volta Redonda         | 7º           | Raulino de Oliveira       | 20.255     | 4 (2007)               |

## Fórmula de disputa
Na primeira fase, todos os participantes jogam entre si em jogos de ida e volta (formando o Grupo A), com os quatro primeiros colocados avançando à segunda fase. As posições dos times dentro dos grupos determinará em que grupo jogarão a segunda fase.
Na segunda fase, os quatro times qualificados da primeira juntam-se aos onze previamente classificados em três grupos já previamente definidos por sorteio da FFERJ (o primeiro e o quarto do Grupo A entram no grupo D, por exemplo). Dentro de cada grupo os times se enfrentam em jogos de ida e volta, avançando à terceira fase o líder e o vice-líder de cada grupo, além dos dois melhores terceiros colocados segundo o índice técnico (IT).
Na terceira fase, as oito equipes são dividas em dois grupos com quatro equipes cada, também de acordo com parâmetros já definidos previamente (esta parametrização seguiu o modelo do ano anterior tanto nesta fase como na anterior). Uma vez mais elas se enfrentam em esquema de ida e volta, passando à final o campeão de cada chave.
A quarta fase (final) resume-se a duas partidas - ida e volta - sendo que o mando de campo é definido por aquela classificada com melhor índice técnico.

### Índice Técnico
O índice técnico (IT) de cada equipe equivale à média aritmética dos pontos feitos e dos gols marcados pelo total de jogos realizados para cada fase. Assim,
IT = (PG + GP) / J.

## Primeira Fase (Grupo A)
| Classificação | Classificação  | Classificação | Classificação | Classificação | Classificação | Classificação | Classificação | Classificação | Classificação |
| Pos           | Time           | PG            | J             | V             | E             | D             | GP            | GS            | SG            |
| ------------- | -------------- | ------------- | ------------- | ------------- | ------------- | ------------- | ------------- | ------------- | ------------- |
| 1             | Sendas         | 16            | 7             | 5             | 1             | 1             | 15            | 3             | 12            |
| 2             | Fênix          | 14            | 8             | 5             | 2             | 1             | 13            | 5             | 8             |
| 3             | Goytacaz       | 10            | 7             | 2             | 4             | 1             | 9             | 4             | 5             |
| 4             | Quissamã       | -2            | 7             | 2             | 1             | 4             | 7             | 11            | -4            |
| 5             | Castelo Branco | -9            | 7             | 0             | 0             | 7             | 0             | 21            | -21           |

## Segunda fase
Foi realizada entre os dias 28 de agosto e 29 de setembro.

### Grupo B
O Bangu classificou-se já na segunda rodada do returno (sétima rodada), ao vencer em casa o Resende por 1 a 0. O índice técnico do Volta Redonda, terceiro do grupo, foi de 2,88, o que lhe assegurou a vaga na fase seguinte como melhor terceiro colocado.